# Erich Offierowski
Erich Offierowski, pennamen ook Stephan Lego en Steve Parrow (1937 – Erftstadt, 23 april 2019), is een Duits muziekproducent en songwriter. Hij schreef voor bekende Duitstalige artiesten als Gitte Hænning, Karel Gott en Andrea Berg. Buiten Duitsland werd zijn werk bijvoorbeeld vertolkt door Imca Marina en Dana Winner.

## Biografie
Offierowski schreef en produceerde muziek voor een groot aantal Duitstalige artiesten, zoals Adam & Eve, Kristina Bach, Andrea Berg, Roberto Blanco, Fernando Express, Karel Gott en Claudia Jung. Verder schreef hij minstens zes nummers voor de Duitse voorrondes voor het Eurovisiesongfestival, waaronder Junger Tag, het winnende liedje dat Gitte Hænning daardoor in 1973 in Luxemburg opvoerde. In 1999 won hij de Silberen Muse voor het lied Ich will leben waarmee Anja Odenthal de tweede prijs behaalde tijdens de Deutsche Schlager-Festspiele.
Zijn Duitstalige werk schreef hij vooral onder zijn eigen naam en als Stephan Lego. Zijn pennaam Steve Parrow gebruikte hij voor enkele Engelstalige nummers.
Zijn werk werd ook vertolkt door Belgische en Nederlandse artiesten. Jij bent veel te mooi, een vertaling van Du bist zu viel zu schön, werd vertolkt door Danny Cardo (1972), Ronny Temmer (1972) en Laura Lynn (2012). Andere artiesten die zijn werk opnamen, zijn Imca Marina (Bella Italia, 1973), Corry Konings (Jij nam mij bij de hand (Amore, Amore), 1988), Dana Winner (Woordenloos, 1993) en Patrick & Carina (Liefde & geluk, 2006). Samen met John Möring schreef hij de tekst voor de Duitstalige single Du bist mein Zuhaus (1972) van The Cats.
In 2003 werd hij onderscheiden met de Willy-Dehmel-Preis, een prijs die in Duitsland aan tekstdichters wordt toegekend.